# Палмвју (Тексас)
Палмвју (енгл. Palmview) град је у америчкој савезној држави Тексас. По попису становништва из 2010. у њему је живело 5.460 становника.

## Демографија
Према попису становништва из 2010. у граду је живело 5.460 становника, што је 1.353 (32,9%) становника више него 2000. године.
| Група             | 2000.         | 2010.         |
| Белци             | 264 (6,4%)    | 136 (2,5%)    |
| Афроамериканци    | 1 (0,0%)      | 5 (0,1%)      |
| Азијати           | 5 (0,1%)      | 8 (0,1%)      |
| Хиспаноамериканци | 3.828 (93,2%) | 5.306 (97,2%) |
| Укупно            | 4.107         | 5.460         |